# João Ramalho e filho
João Ramalho e filho é uma pintura de José Wasth Rodrigues. A sua data de criação é a primeira metade do século XX. Encontra-se sob a guarda de Museu Paulista. Retrata João Ramalho com seu filho; aquele usa gibão de couro e túnica, além de aparecer com cabelo grisalho e barba.

## Descrição
A obra foi produzida com tinta a óleo. Suas medidas são: 231 centímetros, 235 centímetros de altura e 145 centímetros, 149 centímetros de largura. Faz parte de Coleção José Wasth Rodrigues, no Museu Paulista. O número de inventário é 1-19508-0000-0000.
O quadro foi instalado no peristilo do Museu Paulista.

## Contexto
A obra faz parte de uma série desenvolvida por Wasth Rodrigues a pedido de Afonso d'Escragnolle Taunay para a comemoração do aniversário de São Vicente. Outras obras dessa sequência são: Retrato de D. João III, Retrato de Martim Afonso de Souza e Cacique Tibiriçá e neto. O quadro faz parte de uma geração de obras posterior às encomendas de Taunay para o centenário da independência. Inicialmente, o diretor do museu esperava encomendar uma estátua de Ramalho, mas não teve recursos suficientes para a obra.

## Análise
Sobre a obra foi dito:
| “ | A criação de Taunay e de Wasth Rodrigues, João Ramalho e filho (figura 18), é bastante tradicional e aproxima-se das representações anteriores sobre o português colonizador (fartos cabelos esbranquiçados, corpo forte apesar da idade avançada, barba longa, além do uso de roupas), exceto pela inserção do filho mameluco. Veste camisolão, meias e tem no ombro esquerdo o que poderia ser um bernéu, espécie de capa comprida, ou mero casaco. Também calça sapatos, em nada se parecendo com o português que adotara hábitos indígenas, como o de andar descalço e nu. Na mão esquerda ostenta uma espécie de barrete. No cinto, de um lado o facão e de outro a bolsa com os pertences valiosos. Apoia-se em um bastão. A barba grisalha explicita o fato de já ter certa idade, mas o filho mameluco pequeno ao lado reforça a virilidade masculina. O menino também veste uma espécie de camisolão. Porém, enquanto o pai traz ao pescoço uma medalha, ele tem um colar indígena, semelhante ao que é retratado ao lado do avô, o Cacique Tibiriçá. Seu olhar é cabisbaixo e nem um pouco altivo, em pose de obediência. | ” |

No quadro, a linha do horizonte foi mantida baixa, com um céu repleto de nuvens. Nesse ambiente, destaca-se a linha defensiva de São Paulo, no contexto da Confederação dos Tamoios. Esses elementos do entorno são mantidos secundários no quadro, com a centralidade dos personagens principais.